# Schlater
Schlater es un pueblo del Condado de Leflore, Misisipi, Estados Unidos. Según el censo de 2000 tenía una población de 388 habitantes y una densidad de población de 128.0 hab/km².

## Demografía
Según el censo de 2000, había 388 personas, 141 hogares y 105 familias residiendo en la localidad. La densidad de población era de 128,0 hab./km². Había 150 viviendas con una densidad media de 49,5 viviendas/km². El 38,92% de los habitantes eran blancos, el 60,57% afroamericanos, el 0,52% asiáticos.
Según el censo, de los 141 hogares en el 29,8% había menores de 18 años, el 44,7% pertenecía a parejas casadas, el 22,7% tenía a una mujer como cabeza de familia y el 25,5% no eran familias. El 24,8% de los hogares estaba compuesto por un único individuo y el 11,3% pertenecía a alguien mayor de 65 años viviendo solo. El tamaño promedio de los hogares era de 2,75 personas y el de las familias de 3,29.
La población estaba distribuida en un 32,2% de habitantes menores de 18 años, un 9,3% entre 18 y 24 años, un 25,5% de 25 a 44, un 20,1% de 45 a 64 y un 12,9% de 65 años o mayores. La media de edad era 34 años. Por cada 100 mujeres había 86,5 hombres. Por cada 100 mujeres de 18 años o más, había 81,4 hombres.
Los ingresos medios por hogar en la localidad eran de 23.816 dólares ($) y los ingresos medios por familia eran 25.000 $. Los hombres tenían unos ingresos medios de 21.667 $ frente a los 13.571 $ para las mujeres. La renta per cápita para la ciudad era de 10.022 $. El 44,3% de la población y el 34,9% de las familias estaban por debajo del umbral de pobreza. El 65,0% de los menores de 18 años y el 14,3% de los habitantes de 65 años o más vivían por debajo del umbral de pobreza.

## Geografía
Según la Oficina del Censo de los Estados Unidos, la localidad tiene un área total de 3,0 km², todos ellos correspondientes a tierra firme.